# Discografia di Lil Nas X
La discografia di Lil Nas X, rapper e cantante statunitense, comprende un album in studio, un EP, venti singoli e oltre dieci video musicali.

## Album in studio
| Anno | Titolo e dettagli                                                                                     | Classifiche | Classifiche | Classifiche | Classifiche | Classifiche | Classifiche | Classifiche | Classifiche | Classifiche | Classifiche | Certificazioni                                                                                              |
| Anno | Titolo e dettagli                                                                                     | USA         | AUS         | AUT         | CAN         | FRA         | GER         | IRE         | NZL         | SWI         | UK          | Certificazioni                                                                                              |
| ---- | --- | ----------- | ----------- | ----------- | ----------- | ----------- | ----------- | ----------- | ----------- | ----------- | ----------- | --- |
| 2021 | Montero - Pubblicato: 17 settembre 2021 - Etichetta: Columbia - Formati: Download digitale, streaming | 2           | 1           | 2           | 2           | 6           | 13          | 1           | 1           | 6           | 2           | - USA: Platino (2) - AUS: Oro - CAN: Platino (2) - FRA: Platino - NZL: Platino (2) - SWI: Platino - UK: Oro |

## Extended play
| Anno | Titolo e dettagli                                                                                | Classifiche | Classifiche | Classifiche | Classifiche | Classifiche | Classifiche | Classifiche | Classifiche | Classifiche | Classifiche | Certificazioni                                                                           |
| Anno | Titolo e dettagli                                                                                | USA         | AUS         | AUT         | CAN         | FRA         | GER         | IRE         | NZL         | SWI         | UK          | Certificazioni                                                                           |
| ---- | ------------------------------------------------------------------------------------------------ | ----------- | ----------- | ----------- | ----------- | ----------- | ----------- | ----------- | ----------- | ----------- | ----------- | ---------------------------------------------------------------------------------------- |
| 2019 | 7 - Pubblicato: 21 giugno 2019 - Etichetta: Columbia - Formati: CD, download digitale, streaming | 2           | 5           | 53          | 1           | 15          | 99          | 11          | 5           | 63          | 23          | - USA: Platino - CAN: Platino (2) - FRA: Oro - NZL: Platino - SWI: Platino - UK: Argento |

## Singoli

### Come artista principale
| Anno                                                                                      | Titolo                                            | Classifiche | Classifiche | Classifiche | Classifiche | Classifiche | Classifiche | Classifiche | Classifiche | Classifiche | Classifiche | Certificazioni | Album di provenienza |
| Anno                                                                                      | Titolo                                            | USA         | AUS         | AUT         | CAN         | FRA         | GER         | IRE         | NZL         | SWI         | UK          | Certificazioni | Album di provenienza |
| ----------------------------------------------------------------------------------------- | ------------------------------------------------- | ----------- | ----------- | ----------- | ----------- | ----------- | ----------- | ----------- | ----------- | ----------- | ----------- | --- | -------------------- |
| 2018                                                                                      | Old Town Road (solo o feat. Billy Ray Cyrus)      | 1           | 1           | 1           | 1           | 1           | 1           | 1           | 1           | 1           | 1           | - USA: Platino (17) - AUS: Platino (15) - AUT: Platino (4) - CAN: Diamante - FRA: Diamante - GER: Diamante - NZL: Platino (8) - SWI: Platino (5) - UK: Platino (4) | 7                    |
| 2019                                                                                      | Panini                                            | 5           | 15          | 55          | 8           | 93          | 85          | 18          | 14          | 41          | 21          | - USA: Platino (7) - AUS: Platino (3) - CAN: Platino (6) - FRA: Oro - NZL: Platino (2) - SWI: Oro - UK: Platino                                                    | 7                    |
| 2020                                                                                      | Rodeo (con Cardi B o Nas)                         | 22          | 72          | —           | 44          | 111         | —           | 35          | —           | 82          | 55          | - USA: Platino (3) - AUS: Oro - CAN: Platino (2) - FRA: Oro - NZL: Oro - UK: Argento                                                                               | 7                    |
| 2020                                                                                      | Holiday                                           | 37          | 42          | 13          | 26          | 70          | 29          | 18          | —           | 26          | 23          | - USA: Platino (2) - AUS: Platino - CAN: Oro - GER: Oro - NZL: Platino - SWI: Oro - UK: Argento                                                                    | /                    |
| 2021                                                                                      | Montero (Call Me by Your Name)                    | 1           | 1           | 1           | 1           | 1           | 2           | 1           | 2           | 2           | 1           | - USA: Platino (7) - AUS: Platino (5) - AUT: Platino - CAN: Platino (7) - FRA: Diamante - GER: Platino - NZL: Platino (3) - SWI: Platino (3) - UK: Platino (2)     | Montero              |
| 2021                                                                                      | Sun Goes Down                                     | 66          | —           | —           | 41          | 150         | —           | 35          | —           | 85          | 42          | - USA: Oro - CAN: Oro | Montero              |
| 2021                                                                                      | Industry Baby (con Jack Harlow)                   | 1           | 4           | 7           | 3           | 3           | 9           | 2           | 1           | 4           | 3           | - USA: Platino (7) - AUS: Platino (7) - CAN: Platino (7) - FRA: Diamante - GER: Oro - NZL: Platino (4) - SWI: Platino (2) - UK: Platino (2)                        | Montero              |
| 2021                                                                                      | That's What I Want                                | 8           | 7           | 7           | 5           | 39          | 11          | 3           | 6           | 10          | 10          | - USA: Platino (3) - AUS: Platino (4) - CAN: Platino (4) - FRA: Diamante - GER: Oro - NZL: Platino (2) - SWI: Platino - UK: Platino                                | Montero              |
| 2022                                                                                      | Lost in the Citadel                               | 90          | —           | —           | 76          | —           | —           | —           | —           | —           | —           | | Montero              |
| 2022                                                                                      | Late to da Party (con YoungBoy Never Broke Again) | 67          | —           | —           | 42          | —           | —           | 83          | —           | —           | —           | | /                    |
| 2022                                                                                      | Star Walkin'                                      | 32          | 21          | 26          | 17          | 18          | 25          | 53          | 38          | 25          | 40          | - USA: Platino - AUS: Oro - AUT: Oro - FRA: Diamante - GER: Oro - NZL: Oro - SWI: Oro - UK: Argento                                                                | /                    |
| 2024                                                                                      | J Christ                                          | 69          | —           | —           | 67          | —           | —           | —           | —           | —           | 59          | | /                    |
| 2024                                                                                      | Where Do We Go Now?                               | —           | —           | —           | —           | —           | —           | —           | —           | —           | —           | | /                    |
| 2024                                                                                      | He Knows (con Camila Cabello)                     | —           | —           | —           | —           | —           | —           | —           | —           | —           | —           | | C,XOXO               |
| 2024                                                                                      | Here We Go!                                       | —           | —           | —           | —           | —           | —           | —           | —           | —           | —           | | /                    |
| 2024                                                                                      | Light Again!                                      | —           | —           | —           | —           | —           | —           | —           | —           | —           | —           | | /                    |
| 2024                                                                                      | Need Dat boy                                      | —           | —           | —           | —           | —           | —           | —           | —           | —           | —           | | /                    |
| 2025                                                                                      | Dreamboy                                          | —           | —           | —           | —           | —           | —           | —           | —           | —           | —           | | /                    |
| "—" indica che l'opera non si è classificata o non è stata pubblicata in quel territorio. |                                                   |             |             |             |             |             |             |             |             |             |             | |                      |

### Come artista ospite
| Anno | Titolo                                      | Album di provenienza |
| ---- | ------------------------------------------- | -------------------- |
| 2024 | Light! (Skaiwater e 9lives feat. Lil Nas X) | /                    |
| 2024 | Tennessee (Kevin Abstract feat. Lil Nas X)  | /                    |

## Altri brani entrati in classifica
| Anno                                                                                      | Titolo                                       | Classifiche | Classifiche | Classifiche | Certificazioni | Album di provenienza |
| Anno                                                                                      | Titolo                                       | USA         | CAN         | FRA         | Certificazioni | Album di provenienza |
| ----------------------------------------------------------------------------------------- | -------------------------------------------- | ----------- | ----------- | ----------- | -------------- | -------------------- |
| 2019                                                                                      | C7osure (You Like)                           | 114         | —           | —           |                | 7                    |
| 2021                                                                                      | Dead Right Now                               | 72          | 57          | 153         |                | Montero              |
| 2021                                                                                      | Scoop (feat. Doja Cat)                       | 42          | 41          | 135         | - USA: Oro     | Montero              |
| 2021                                                                                      | One of Me (feat. Elton John)                 | 88          | 71          | 187         |                | Montero              |
| 2021                                                                                      | Dolla Sign Slime (feat. Megan Thee Stallion) | 47          | 43          | 178         |                | Montero              |
| 2021                                                                                      | Tales of Dominica                            | 86          | 63          | 134         |                | Montero              |
| 2021                                                                                      | Void                                         | 107         | —           | —           |                | Montero              |
| 2021                                                                                      | Dont Want It                                 | 101         | 89          | —           |                | Montero              |
| 2021                                                                                      | Life After Salem                             | 115         | —           | —           |                | Montero              |
| 2021                                                                                      | Am I Dreaming (feat. Miley Cyrus)            | 97          | 80          | —           |                | Montero              |
| "—" indica che l'opera non si è classificata o non è stata pubblicata in quel territorio. |                                              |             |             |             |                |                      |

## Video musicali
| Anno | Titolo                                            | Regista                   |               |
| ---- | ------------------------------------------------- | ------------------------- | ------------- |
| 2019 | Old Town Road (con Billy Ray Cyrus)               | Calmatic                  |               |
| 2019 | Panini                                            | Mike Diva                 |               |
| 2020 | Rodeo (con Nas)                                   | Bradley & Pablo           |               |
| 2020 | Holiday                                           | Gibson Hazard & Lil Nas X |               |
| 2021 | Montero (Call Me by Your Name)                    | Lil Nas X & Tanja Muïn'o  |               |
| 2021 | Sun Goes Down                                     | Lil Nas X & Psycho Films  |               |
| 2021 | Industry Baby (con Jack Harlow)                   | Christian Breslauer       |               |
| 2021 | That's What I Want                                | Stillz                    |               |
| 2022 | Late to da Party (con YoungBoy Never Broke Again) | Gibson Hazard             |               |
| 2024 | J Christ                                          | Lil Nas X                 |               |
| 2024 | 2024                                              | Light Again!              | Andrew Donoho |